# Аранђел Маринковић
Аранђел Маринковић (Дедина Бара код Лесковца, 1842 - Грделица, 12. децембар 1922) био је српски политичар. Маринковић је био дугогодишњи народни посланик, учесник српско-турских ратова за ослобођење југа Србије и народни трибун свог краја. Често се у историјској литератури наводи као један од најактивнијих и најречитијих народних посланика српског Југа за време владавине Обреновића.

## Биографија
Рођен је 1842. године у селу Дедина Бара, махала Мечкин дол , Отац му је био механџија те се и он спремао да настави овај породични посао. Како у време турске окупације није било редовне школе за српско становништво, описменио се од терзије Станка Станишљева из села Љутежа који је децу и одрасле подучавао у Дервену (данашњој вароши Грделица) након што је Портиним ферманом из Цариграда 1854. године дозвољено отварање једног одељења за подучавање у тадашњој турској кули стражари. Након описмењавања Аранђел Маринковић је у Дервену водио једну од бројних механа које су се налазиле на солунском друму код данашње Грделице.
Почетком српско турских ратова који су трајали од 1876-1878 прикључио се завереницима који су образовали устанички комитет и успоставили везу са српском војском у слободној Кнежевини Србији. Заједно са Стојилком Ђокићем Бориндолцем предводи устанике из власотиначког и грделичког краја у другом српско-турском рату 1877-1878 до коначног ослобођења ових крајева и њиховог припајања Кнежевини Србији.  У суседном Нишу устанички комитет води четнички војвода Никола Коле Рашић са којим успостављају пуну сарадњу и координацију активности.
Након ослобођења 1878. наставља послове везане за вођење кафане и трговину. Биран је за председника општинског суда, народног посланика, председника школског одбора. Више пута је одликован за ратне заслуге и заслуге служења народу и држави у миру.
Умро је 12. децембра 1922. године у селу Грделица. Иза себе је оставио пет синова и једну кћер коју је добио са супругом Љиљаном. Његови бројни потомци данас живе у Србији, Енглеској, Аустралији и Јужној Африци.

## Политичка каријера
Од ослобођења од Турака, у периоду 1879.-1889. без прекида, а са краћим прекидом све до мајског преврата 1903. године, Аранђел Маринковић је биран за народног посланика свог среза. У овом периоду је такође обављао дужност председника Општинског суда Општине Дедобаринске, како се тада називала грделичка општина која је обухватала данашња насеља Грделицу (варош и село), Дедину Бару, Бојишину, Палојце и Тупаловце, као и .
За народног посланика Скупштине Кнежевине Србије по први пут је биран непосредно након ослобођења, на изборима 29. октобра 1878., и води се на 115. месту протокола као механџија из Дедине Баре, среза Ветерничког, округа Лесковачког. Првоизабрани посланици са југа Србије су били предводници устанка овог краја: Стојилко Ђокић Бориндолац из Власотинца, Аранђел Маринковић из Дедине Баре (Грделице), свештеник Стеван Поповић из Црне Траве, Наћа Трајковић из Трна који је касније припао Бугарској, Лазар Денчић из Пусте реке и Нешко Митровић за варош Лесковац. 4. новембра 1879. Аранђел Маринковић изабран је за депутацију за предају кнезу Милану адресе за присуствовање оварању седнице Скупштине.

На следећим изборима из 1880. године Аранђел Маринковић биран је као посланик среза Власотиначког, јер је Дедина Бара променила припадност срезу услед нове територијалне организације. За разлику од својих ратних сабораца-посланика који су нестали из политичког живота губећи наредне изборе Маринковић је биран за народног посланика свог краја на сваке три године све до свог повлачења из политичког живота 1903. године. У Народној скупштини обављао је дужност члана Комисије за ограничавања шума, а у једном периоду је председавао скупштинском Комисијом за молбе и жалбе. Био је активни члан парламента који се залагао за правичну организацију државне управе, либералне прописе у организацији локалне самоуправе, смањење намета на ширење половања и унапређење просвете како на српском Југу тако и у целој држави. Био је прагматичан, проницљив заговорник свега онога што тишти народ. Његова су излагања најчешће праћена сликовитим примерима из народног живота. Имао је честу узречицу: "Ја нисам само посланик среза власотиначког, већ за цео народ". Своје колеге посланике називао је "друговима".

#### Страначко ангажовање
Након образовања Напредне странке 1881. године прикључује се са групом посланика са југа Србије овој странци као представник угледних породица из новоприсједињених крајева које су се бориле за национално ослобођење. По политичком опредељењу они представљају младоконзервативце посвећене начелу напретка и либералне реформе, снажно се залажу за државну организацију и локалну самоуправу по западном узору. У спољној политици развија се активна национална политика уз балансирање у ослањању на Аустро-Угарску и Русију. Своје политичке ставове излажу у часопису Видело, а у овом часопису текстове објављује повремено и Аранђел Маринковић. У новоослобођеним крајевима страначка припадност била је углавном последица личних веза и познанстава. Тако се његов ратни саборац и колега посланик Никола Коле Рашић прикључио Либералној странци. Ипак, приликом наступања у Народној скупштини поводом питања важних за југ Србије страначка припадност није имала никакав значај, те су честе биле заједничке иницијативе. Генерално, лесковачки крај био је привржен напредњацима осим Нешка Митровића који је био либерал, нишки крај либералима, а пиротски радикалима.

#### Залагање за олакшице народу новоослобођених крајева
Посланици из нових крајева (Нишки, Топлички, Пиротски и Врањски округ) сматрају се пионирима политичког изједначавања са Србијом у старим границама, а Аранђел Маринковић као посланик са најдужим стажом и као политички најактивнији на седницама Народне скупштине игра посебну улогу о овом процесу. Процес изградње националне власти и уједначавања правног поретка у новоослобођеним крајевима трајао је око пет година. Прихваћен је принцип поступности, а залагања Аранђела Маринковића и осталих посланика са југа била су углавном у правцу пролонгирања примене прописа како би сиромашан народ овог краја избегао плаћање такси, пореза и осталих дажбина везаних за рад државног апарата. Посебан проблем за становништво новоослобођених крајева представљала је обавеза Кнежевине Србије да према Берлинском конгресу исплати имовину Турцима земљопоседницима који су имали своје читлуке.
О овом проблему често је у Народној скупштини током 1879. и 1880. говорио Аранђел Маринковић приповедајући догађаје из времена турске окупације којима је илустровао неправедан и насилан начин стицања имања од стране Турака и залажући се да им се земља коју су напустили након ослобођења не исплаћује. Такође је говорио и о случајевима да су након ослобођења накупци хришћани симболично исплаћивали Турке и затим покушавали да сељацима односно држави продају исту земљу по вишеструко увећаним ценама. Законом о уређивњу аграрних одношаја из 1880. и Законом о аграрном зајму из 1882. призната је исплата турских читлука, али и држава се обавезала да ову исплату имања изврши у име сељака дајући им вишегодишњи зајам. У каснијем периоду посебно се залагао да се дужницима опрости аграрни дуг "јер непрестано долазе молбе и жалбе из народа где се сељаци жале да им порезници продају куће и кућишта и све што имају за тај дуг". Такође, Аранђел Маринковић тражи да се помоћ пружи и онима који су страдали у рату 1877-1878 а не само онима страдалим у рату 1877. Предлаже државну помоћ селима лесковачког краја која су изгореле у борбама за ослобођење 1878. у виду пореских олакшица, одлагања плаћања такси и директних зајмова због паљевина имања током борби и сушне године. Ови његови захтеви добијају подршку свих представника са Југа без обзира на страначко опредељење. У складу са овим је и његово настојање да се судовима сеоских општина да већа надлежност како би се сиромашним слојевима становништва смањили расходи услед путовања и такси које би имали одласком на удаљене окружне судове. Такође, у својим излагањима наводи на честу злоупотребу државних чиновника према сеоском становништву.
Други правац његовог политичког деловања био је у правцу повећања слободе избора народних представника у органима локалне самоуправе. Тако је 1879. године, иако дубоко привржен краљу "ослободиоцу" Милану Обреновићу, Аранђел Маринковић поред Николе Колета Рашића и Јеремије Панића један од троје посланика са Југа који се противио Владином предлогу Закона о изменама и допунама закона о уређењу ослобођених предела. Према овом закону у новоосслобођеним крајевима не примењује се либерални Закон о изменама и допунама закона о устројству општина и општинских власти из 1875. године према којем грађани самостално бирају општинске органе власти. Уместо тога грађани новоослобођених крајева бирају шест кандидата од којих начелник среза или округа одређује кмета села односно председника општине. Аранђел Маринковић на заседању Народне скупштине од 30. децембра 1879. дискутује на ову тему :"Ми смо молили Владу да нам да по општинама сами да бирамо кметове. Када би изабрали шест кандидата, из тих шест пет су пшеница, а један кукољ, па кад дође срески начелник, па постави за кмета онога што је кукољ, шта ћемо ми да радимо? Када би опет изабрали свих шест добрих људи, онда ће онај који је за време турско био улизица турска, он ће да оде код капетана па ће да каже: ови и ови људи нису гласали за овога него за онога и друго којешта. Онда шта ће да буде? Хоће да буде збрка и ми морамо наново да избиремо друге људе". 

#### Залагање за град Лесковац
Лесковачки округ успостављен је првом привременом територијалном поделом Нових крајева (новоослобођених крајева Србије током 1877-1878). Ипак веома брзо након тога, Закон о подели присједињеног земљишта на округе и срезове поништио је постојање Лесковачког округа, а сам Лесковац иако тада трећи град по величини у Србији након Београда и Ниша, остао је само средиште среза. Током своје читаве политичке каријере Аранђел Маринковић је са групом посланика подносио више пута безуспешне иницијативе у Народној скупштини да Лесковац постане седиште засебног округа. Није помагало ни позивање на чињеницу да је Врховна команда оквалификовала заједничке акције становништва околине Лесковца и устаника Николе Рашића као народни устанак. Влада је сматрала да би постојање посебног Лесковачког округа било за државу финансијски терет, те је његову спољашњу територију поделила суседним окрузима, а сам Лесковац је са околином остао само средиште среза и део Нишког округа. У оваквим иницијативама за проглашење Лесковца за окружну варош учествовали су сви посланици лесковачког краја без обзира на страначку припадност. Процењивало се да би уз овакав статус Лесковац брже напредовао у привредном и политичком смислу. Као заштитну меру након одбијања овог предлога Аранђел Маринковић са групом посланик тражи, и Народна скупштина усваја, меру да се у Лесковцу отвори Друго одељење Окружног суда из Ниша како народ овог краја не би морао да путује до Ниша или Врања у случају већих парница.
Иницијативе групе посланика и Аранђела Маринковића за враћање Лесковачког округа трајале су све до 1890. када је новом територијалном поделом укинут и сам Нишки округ, а територија Власотиначког среза припојена Пиротском, а Лесковачког среза Врањском округу. Разлоге за овакву поделу Влада је налазила у потреби јачања граничних стратешких подручја на уштрб централнијих делова државе . 1901. године посланик Маринковић још једном покреће исту иницијативу са посланицима из свог краја, али још једном неуспешно.
Праву модернизациону димензију има његова доследност у тражењу начина да се путем државних олакшица у новоослобођеним крајевима "подижу грађевине за просветне циљеве". Тако две године након оснивања државне дворазредне гимназије Аранђел Маринковић са групом посланика подноси захтев Влади да се ова гимназија подигне на четворогодишњи ниво. Касније јануара 1901. са осталим посланицима подноси нови предлог да се усвоји молба грађана Лесковца за успостављање потпуне државне гимназије која би се звала "Гимназија краљице Драге у Лесковцу". Финансијски одбор Народне скупштине којим је председавао Никола Пашић усваја захтев и након усвајања у Нродној скупштини прослеђује га министру Стојану Новаковићу на поступање.

#### Залагање за Грделицу
Аранђел Маринковић залагао се за ширење школства у свом крају. Најпре тражећи измене закона које би омогућиле да се настава одвија у постојећим зградама уз неопходне поправке, јер је народ "среза ветерничког током рата скроз упропаштен", а касније директним захтевима Влади за давање кредита за подизање нових зграда. Као председник школског одбора дедобаринског (грделичког) подноси молбу, а Влада је усваја, да се дедобаринској (грделичкој) школи обезбеде учила и књиге, а затим и да јој се одобри државни кредит од 6.000 динара. Овај је кредит намењен за подизање нове школске зграде, јер је стара школа у којој се и сам учио писмености била смештена у турској кули која се користила и као седиште Суда и полиције. Додатна се средства на његов предлог обезбеђују кроз општински прирез. 1887. године изабран је плац за нову школску зграду преко пута куле суднице. Исте године на његов нови захтев Влада даје још један кредит на 25.000 динара. Коначно 1896. године завршена је зграда од чврстог материјала. Била је то најмодернија школска зграда у овом делу Србије.
Почетак модернизације и индустрализације и последично формирање вароши Грделице поред постојећег села Грделице везан је за имање које је припадало Аранђелу Маринковићу. Најпре је након одлуке да железничка пруга од Ниша ка Ристовцу, Солунска пруга, заобиђе Власотинце и прође поред Грделице, на потезу Османка на његовом уступљеном имању подигнута Железничка станица Грделица 1886 године. Пруга је пуштена у рад 1888. године. Око станице су подигнуте кафане браће Тасић из Дадинца и Николе Ранчића из Грделице. Све до подизања Железничке станице Предејане 1907. године ова је станица служила за прихват путника не само из грделичког краја него и из удаљених предела Црне Траве и Власине. Током Другог светског рата ова је станица била гранична станица између окупиране Србије под управом Милана Недића и Бугарске окупационе зоне.
1893 године Михаило Јанковић Инајет иступа из ортаклука који је имао у гајтанари на Козарачкој реци са Костом Илићем и Глигоријем Петровићем и купује воденицу на уливу Козарачке реке у Јужну Мораву од Аранђела Мринковића. На овом месту гради од бескаматног кредита од класне лутрије модеран млин и гајтанару. После десет година рада због финансијских тешкоћа узима у ортаклук Глигорија Јовановића и Милана Поповића. Постепено они га истискују из ортаклука и 1905. године региструју фирму "Јовановић и Поповић". Наследници и нови ортаци коначно региструју фирму "Јовановић, Поповић и Комп.". Након Првог светског рата ова фабрика брзо напредује и постаје једна од најмодернијих и најпрофитабилнијих фабрика у Србији тог времена. Фабрика коју воде инжењер Јован Јовановић и комерцијалиста Милан Поповић запошљавала је између 400 и 600 радника.

#### Повлачење из политичког живота након мајског преврата 1903. године
Као човек који је своју личну слободу изборио и своју политичку каријеру изградио за време владавине Обреновића био је привржен овој српској владарској породици. Након убиства краља Александра и краљице Драге Обреновић у мајском преврату 1903. сматрао је да му је морална обавеза да се повуче из политичког живота, а да као патриота има дужност да подржи даљу политичку реалност у Краљевини Србији. Због тога је 2. јуна 1903. послао телеграм Народној скупштини са својом оставком у коме честита избор новог краља Србије и кличе: "Да живи Њ.В. Краљ Србије Петар А. Карађорђевић! Да живи српски народ!". Овим се повукао из политике и у наредним годинама бавио се трговином.

## Анегдоте
Након ослобођења Грделице од Турака, а за време политичке каријере Аранђела Маринковића, дошло је до огромних промена које су обухватиле изградњу модерне школе, изградњу железничке пруге која је имала важну станицу у Грделици и изградњу прве фабрике вунених гајтана као весника индустријализације на српском Југу. Како је захваљујући угледу који је уживао у овом периоду Грделицу посетио и сам краљ Милан Обреновић и боравио у његовој породичној кући, у Грделици је настала изрека: "Причај ми за краља Милана". Ова се изрека упућује саговорнику када прича нешто што је свима познато и уобичајено. Према анегдоти, приликом ове посете краља Милана Обреновића на пут који је водио од Железничке станице Грделица до куће Аранђела Маринковића народ је износио ћилиме по којима се кретао краљ са својом пратњом.
Огроман напор Аранђел Маринковић је улагао у наступима у Народној скупштини у којима је покушавао да убеди своје колеге посланике и Владу да омогуће пореске олакшице, зајмове и друге привилегије народу новоослобођених крајева. Ове је иницијативе илустровао живописним причама о животу простог и сиромашног народа свог краја. Како би био што убедљивији, током једног свог говора поводом ове теме на заседању Народне скупштине, одмотао је хлеб који је извадио из торбе и показао га посланицима и краљу Милану говорећи: "Ваше височанство, господо посланици, овако изгледа хлеб који једе мој народ". Био је то хлеб умешен од брашна направљеног од шумског жира. Ослобађање новоослобођених крајева Србије на плаћање пореза у трајању од пет година, везује се према анегдоти за овај догађај.
Према анегдоти, лесковачки индустријалац Михаило Јанковић Инајет, иначе зет познатог власотиначког и лесковачког индустријалца Косте Илића Мумџије чији је син индустријалац и потоњи градоначелник Београда Влада Илић, је након идеје да откупи земљиште и воденицу "Дервенку" за подизање савремене гајтанаре дошао у кафану Аранђела Маринковића и изложио му свој предлог. Аранђел Маринковић му је поставио само један услов, а то је било да истог момента исплати целу суму од 200 дуката, или да одустане од даљих преговора. Инајет је посегнуо руком у свој капут и извршио исплату.